# エトヴェシュ・ロラーンド
エトヴェシュ・ロラーンド（Eötvös Loránd [ˈøtvøʃˌlorɑ̈ːnd], 1848年7月27日 - 1919年4月8日）はハンガリーの物理学者である。正式には、ヴァーシャーロシュナメーニ男爵エトヴェシュ・ロラーンド（Vásárosnaményi báró Eötvös Loránd）。日本では姓をエートヴェシュ、エトベシュ、エトベスと表記したり、名をローランドと表記しているのも見掛けるが、これはハンガリー人の氏名を英語やドイツ語風に発音した誤読である。

## 業績
重力質量と慣性質量の等価性を示したエトヴェシュの実験で知られる。1890年重力偏差計を発明した。移動体上で重力測定すると、みかけの重力加速度が静止時と異なる現象はエトヴェシュ効果（エトベス効果）と呼ばれる。気泡に働く浮力と表面張力の比である無次元量のエトヴェシュ数（エトヴェス数）も、エトヴェシュの名に因んでいる。現存する大学の中ではハンガリーで最も古い国立ブダペスト大学（旧王立ハンガリー・パーズマニュ・ペーテル大学）は1950年9月15日にエトヴェシュを記念してエトヴェシュ・ロラーンド大学  (Eötvös Loránd Tudományegyetem) と改名された。
詩人で、自由主義的な政治家、エトヴェシュ・ヨージェフの息子に生まれた。ハイデルベルク大学などで学んだ後、ブダペスト大学の教授となり、さらにハンガリーの教育大臣となって半世紀にわたってハンガリーの学術を指導した。
2015年、エトヴェシュが残した研究論文がユネスコ記憶遺産に登録された。